# Robert Lattes
Robert Lattes est un commerçant et homme politique actif dans la Colonie du Soudan français (Mali) et au Sénégal dans l'après guerre.

## Biographie
Né à Bordeaux, il devient commerçant au Soudan français (Mali), puis s'installe en 1947 à Dakar.

## Carrière politique
Il est candidat pour le MRP lors des élections du 2 juin dans la circonscription regroupant les colonies du Soudan et du Niger, dans le Collège des Citoyens français. Il est élu au second tour contre le socialiste SFIO Jean Silvandre avec une avance de 65 voix (1 193 contre 1 128), alors qu'il avait 300 voix de retard au premier tour, bénéficiant du soutien de Louis-Alexis Delmas (Gaulliste) qui s'est retiré en sa faveur.
Membre de la commission des Territoires d'Outre-Mer, il ne dépose qu'une proposition de loi, le 24 septembre 1946, tendant à faire bénéficier dès leur naissance les métis des territoires d'outre-mer de l'Union française des droits attachés au titre de citoyen français. Il n'intervient pas à la tribune. Le 28 septembre 1946, il approuve, comme la majorité de ses pairs, le second projet de Constitution.
De nouveau candidat lors des premières élections législatives en novembre 1946, la liste MRP qu'il conduit est très sèchement battu n'obtenant que 1 222 suffrages (0,8%) et il perd son siège. La fin des Collèges séparés entre Colons et Indigènes lui est fatal.
Sa candidature pour le Conseil de la République en janvier 1947 échoue également, il n'obtient qu'une voix des 22 inscrits pour le siège du Collège des Citoyens.
Il rejoint le RPF en avril 1947 et en dirige le bureau provisoire à Dakar.
Il se représente en 1952 et 1953 pour les élections au Conseil de la République, mais n'est pas élu. Il ne se porte plus candidat par la suite, et meurt en 1964 à Dakar.